# Michel de Ghelderode
Michel de Ghelderode, pseudònim d'Adhémar Adolphe Louis Martens, va ser un autor dramàtic belga d'origen flamenc i d'expressió francesa. Neix a Ixelles el 3 d'abril de 1898 i mor a Schaerbeek l'1 d'abril de 1962. És enterrat al cementiri de Laeken.
Autor prolífic, va escriure més de 60 obres de teatre, un centenar de contes, nombrosos articles sobre l'art i el folclore. Autor igualment d'una impressionant correspondència de més de 20.000 cartes. És el creador d'un univers fantàstic i inquietant, sovint macabre, grotesc i cruel. El seu Théâtre complet (Obra completa) publicada el 1942 i 1943, durant l'ocupació alemanya fou prohibit per la censura nazi.

## Obra dramàtica
Obra traduïda al català
- L'escola dels bufons. Traducció de Jordi Pujiula.[2]
- La balada del Gran Macabre. Traducció de Joan Argenté: «Un divertit i enigmàtic text satíric per posar sobre la taula la funcionalitat de la religió, els ideals polítics, la monarquia, la conducta humana… quan se'ns presenta al davant allò que ens fa a tots iguals: la mort.»[3] L'obra va inspirar el compositor hongarès György Ligeti per a la seva òpera Le Grand Macabre estrenada el 1978 a Estocolm.[4]

Obres en francès
- La Mort regarde à la fenêtre, 1918
- Piet Bouteille, 1920
- Les Vieillards, 1923
- Le Cavalier bizarre, 1920/1924
- Le Miracle dans le faubourg, 1924
- Le Mystère de la Passion de Notre-Seigneur Jésus Christ, 1924
- Têtes de bois, 1924
- Duvelor ou la Farce du diable vieux, 1925
- La Farce de la Mort qui faillit trépasser, 1925
- La Mort du docteur Faust, 1925
- Don Juan ou les Amants chimériques, 1928
- Images de la vie de saint François d'Assise, 1926
- Le massacre des innocents, 1926
- Christophe Colomb, 1927
- L'Escurial,
- Vénus, 1927
- La Transfiguration dans le Cirque, 1927
- Barabbas, 1928
- Noyade des songes, 1928
- Un soir de pitié, 1928
- Trois acteurs, un drame..., 1928
- Pantagleize, 1929
- Atlantique, 1930
- Celui qui vendait de la corde de pendu, 1930
- Godelieve, 1930 (inédit)
- Le Ménage de Caroline, 1930
- Le Sommeil de la raison, 1930
- Le Club des menteurs o Le Club des mensonges, 1931
- La Couronne de fer-blanc, 1931
- Magie Rouge, 1931
- Le Voleur d'étoiles, 1931
- Le Chagrin d'Hamlet, 1932
- Vie publique de Pantagleize, 1932(?)
- Arc-en-ciel, 1933
- Les Aveugles, 1933
- Les Femmes au tombeau, 1933
- Le Siège d'Ostende, 1933
- Adrian et Jusemina, 1934
- La Balade du Grand Macabre, 1934
- Masques ostendais, 1934
- Petit drame, 1934
- Sire Halewyn, 1934
- Le Soleil se couche..., 1934
- Mademoiselle Jaïre, 1935
- Sortie de l'acteur, 1935
- D'un diable qui prêcha merveilles, 1936
- La Farce des ténébreux, 1936
- Hop Signor !, 1936
- Fastes d'Enfer, 1937
- La Pie sur le gibet, 1937
- L'École des bouffons, 1942
- Le Papegay triomphant, 1943
- Car ils ne savent ce qu'ils font, 1950
- Marie la Misérable, 1952